# Pierwomrówka żwirowa
Pierwomrówka żwirowa (Formica cinerea) – gatunek mrówki z podrodziny Formicinae.
Pierwomrówka żwirowa jest drapieżną, szybko poruszającą się mrówką zamieszkującą całą Polskę i występującą w niemal całej Europie. Podziemne gniazda budowane są na suchych, odsłoniętych i nasłonecznionych terenach piaszczystych porośniętych skąpą roślinnością. Jest dobrze przystosowana do zmieniających się warunków, potrafi budować gniazda w skarpach rzek. Występuje również na wysokościach 1800–2500 m w Pirenejach, Alpach, na Bałkanach i na Kaukazie. W północnej Europie spotykana w odosobnionych stanowiskach na piaszczystych plażach jezior i morza. 
Wykazuje dużą zmienność ze względu na liczbę królowych w gnieździe. Zakłada kolonie zarówno monogoniczne jak i poliginiczne. Często występuje w ogrodach.

## Morfologia
Królowa osiąga wielkość 8–11 mm, ma barwę czarnobrunatną lub czarnopopielatą i ciało pokryte drobnymi włoskami.
Robotnice mają wielkość 4–7 mm, kolor ciała czarny lub czarnopopielaty. Odwłok jaśniejszy, matowy. Wyraźnie widoczne tergity o różnych odcieniach zmieniających się w zależności od kąta padania światła. Nogi jaśniejsze od reszty ciała o odcieniu brunatnym. Duże oczy, widoczne przyoczka. Stylik jednoczłonowy. Czułki 11 segmentowe. Podobnie jak mrówki rudnice wykazuje współpracę podczas transportu większych owadów do gniazda. 
Samiec osiąga wielkość 7–8 mm, jest koloru czarnobrunatnego.
Loty godowe odbywają się od początku lipca do połowy sierpnia.

## Podgatunki
U pierwomrówki żwirowej wyodrębniono 7 podgatunków:
- Formica cinerea armenica Ruzsky, 1905
- Formica cinerea cinerea Mayr, 1853
- Formica cinerea cinereoimitans Ruzsky, 1905
- Formica cinerea fuscocinerea Forel, 1874
- Formica cinerea iberica Finzi, 1928
- Formica cinerea italica Finzi, 1928
- Formica cinerea novaki Kratochvil, 1941